# Casas de Maripedro
Casas de Maripedro es una localidad española, pedanía del municipio de Umbrías, perteneciente a la provincia de Ávila, en la comunidad autónoma de Castilla y León.

## Geografía
El pueblo está situado en la loma de una montaña y supera los 1135 m de altitud, lo que la convierte en la pedanía más elevada de Umbrías. Está a tan solo 0.5 km de Umbrías.

## Historia
A mediados del siglo XIX, el lugar tenía contabilizadas 14 casas. Aparece descrito en el sexto volumen del Diccionario geográfico-estadístico-histórico de España y sus posesiones de Ultramar de Pascual Madoz de la siguiente manera:

CASAS DE MARI PEDRO: l. de la prov. y dióc. de Avila (16 leg.), part. jud. del Barco de Avila (1 1/2), ayunt. de Umbrias, felig. de Santiago de Aravalle (3/4): sit. á la falda de una sierra, le combaten en general los vientos S. y N., y su clima es frio: tiene 14 casas que no forman calles ni plazas las circunstancias de su pobl., localidad y riqueza estan comprendidas en su ayunt. (V.)
(Madoz, 1847, pp. 45-46)

## Demografía
Tiene 14 habitantes, de los cuales 7 son varones y 7 mujeres.
| Gráfica de evolución demográfica de Casas de Maripedro entre 2000 y 2023                 |
|                                                                                          |
| Fuente: Instituto Nacional de Estadística de España - Elaboración gráfica por Wikipedia. |